# Walter Graf von Brockdorff-Ahlefeldt

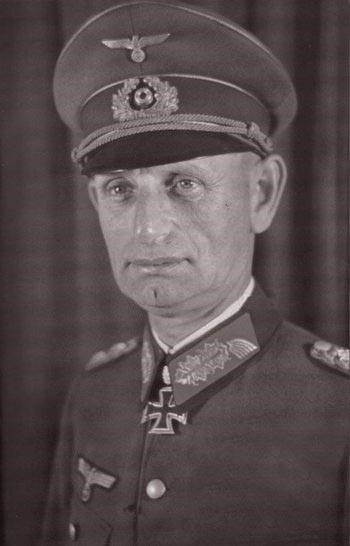
Retrato de Walter Kurt Thilo Graf von Brockdorff-Ahlefeldt

Walter Graf von Brockdorff-Ahlefeldt (13 de julho de 1887 - 9 de maio de 1943) foi um oficial alemão que serviu durante a Segunda Guerra Mundial. Foi condecorado com a Cruz de Cavaleiro da Cruz de Ferro.

## Carreira

### Patentes
General der Infanterie

### Condecorações
| Cruz de Ferro 2ª Classe                       |
| Cruz de Ferro 1ª Classe                       |
| Folhas de Carvalho nº 103 27 de junho de 1942 |